# Скат (гра)
Скат (нім. і  пол. Skat, сіл. szkat) – картярська гра створена приблизно в 1815 році в місті Альтенбург в німецькій землі Тюрингія. У країні походження вона вважається національною грою, є також регіонально популярна в Польщі (переважно у Верхній Сілезії), в Австрії та США.

## Історія

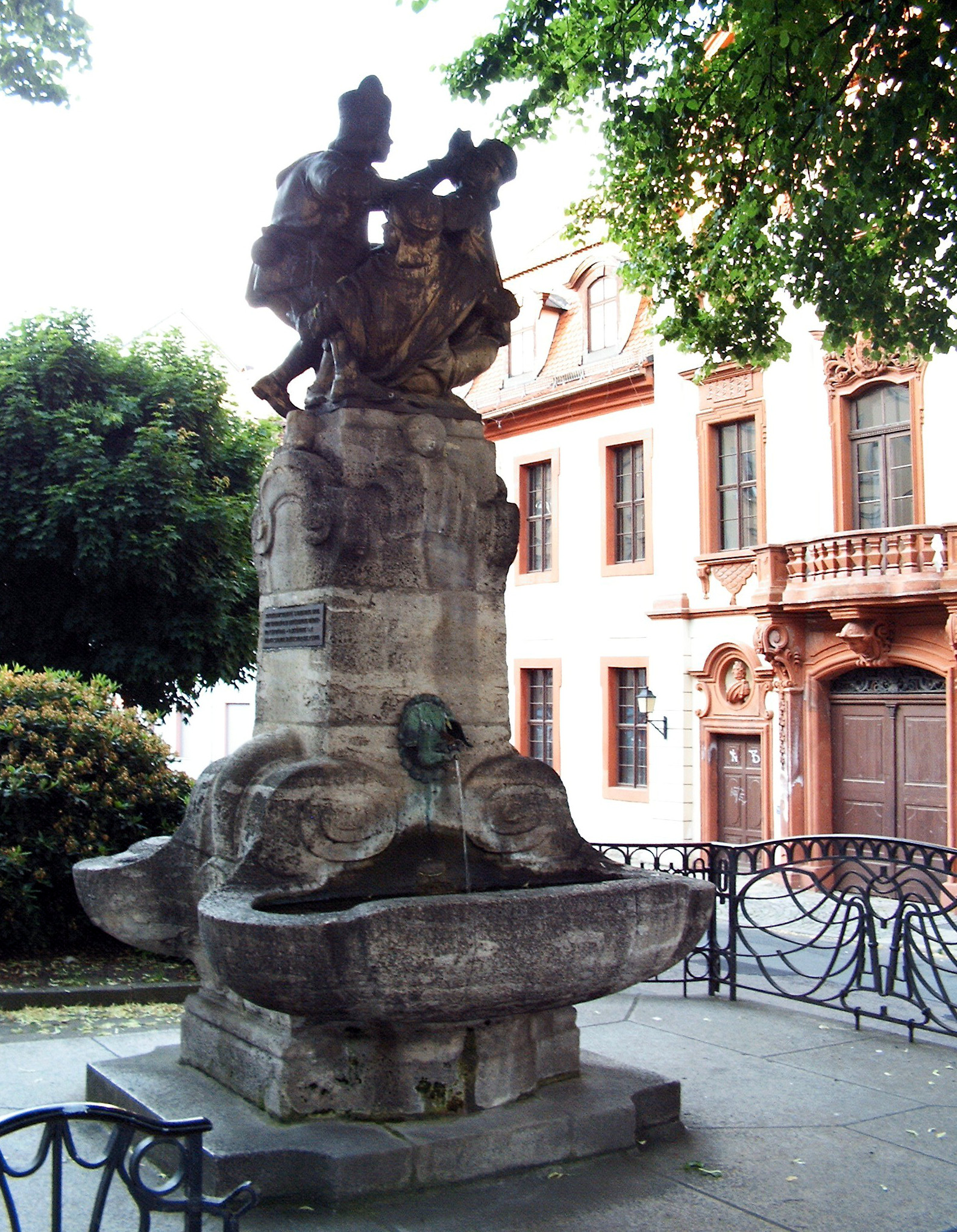
Фонтан в Альтенбурзі. Чотири чоловіки, що сварилися, представляють чотирьох нижників (валетів).

Скат був створений на початку XIX століття в Альтенбурзі в результаті злиття баварської гри шафкопф з іншими іграми такими як тарок або іспанська ломбре. Творцями гри стали завсідники місцевого картярського клубу. Гра швидко набула популярності серед усіх німецьких соціальних класів, a перший посібник був опублікований у 1848 році. Побоюючись поділу ската на менші ігри, в Німеччині виник рух зі спрощення гри та стандартизації його правил.  У 1886 році в Альтенбурзі відбувся перший турнір, який призвів до першого з'їзду гравців у скат, в якому взяло участь близько тисячі людей. У 1889 році на з’їзді в Галле  була утворена Німецька асоціація скату (НАС, Deutscher Skatverband, DSkV), з осередком в Альтенбурзі. Утім, правила були уніфіковані лише в 1920-х роках. У 1927 в Альтенбурзі був заснований Німецький арбітраж скату (у 2001 перейменований у Міжнародний арбітраж скату, Internationales Skatgericht) як установа, яка має останнє слово у суперечках між гравцями та у проблемах тлумачення правил. Після поділу Німеччини на Східну та Західну Альтенбург опинився в НДР. З цієї причини НАС змінила місце на Білефельд. Відтоді, аж до возз’єднання Німеччини, існували дві окремі асоціації та арбітражні органи, але незважаючи на поділ, в обох країнах дотримувалися однакових правил гри. У 1970 заснована  Міжнародна асоціація гравців у скат (ISPA), яка тлумачила деякі правила інакше, ніж НАС, і у відповідь на це німецька асоціація заборонила подвійне членство. У 1990 році, після возз’єднання країни, НАС було возз’єднано також. Крім того, щоб визначити, яка колода карт буде використовуватися для турнірів, НАС створила спеціальну французьку колоду з чотирма різними кольорами. У 1998 на 27-му Конгресі скату було вирішено суперечку між німецькою та міжнародною федераціями. Саме тоді були встановлені правила, які  діють сьогодні. У 2005 Альтенбург знову став штаб-квартирою НАС.

## Схема гри
У грі троє учасників, один з яких – соліст – грає соло проти інших. Мета соліста залежить від того, який тип гри він вибере. Будь-який тип заснований на прийомі взяток, що складаються з трьох карт, кожну з яких грає інший гравець. Можна також грати учотирьох, але тоді один з гравців тільки роздає карти  і не грає до наступної роздачі.
Для гри потрібна колода з 32 карт французьких або польських (німецьких). Кожна карта має певну кількість очок – туз 11, десятка 10, король 4, дама (вишник) 3, валет (нижник) 2, інші – 0. У всій колоді 120 очок. 
Гра складається з наступних етапів – роздачі карт, торгівлі, вибору типу гри, збору взяток та визначення результату.

### Роздача карт

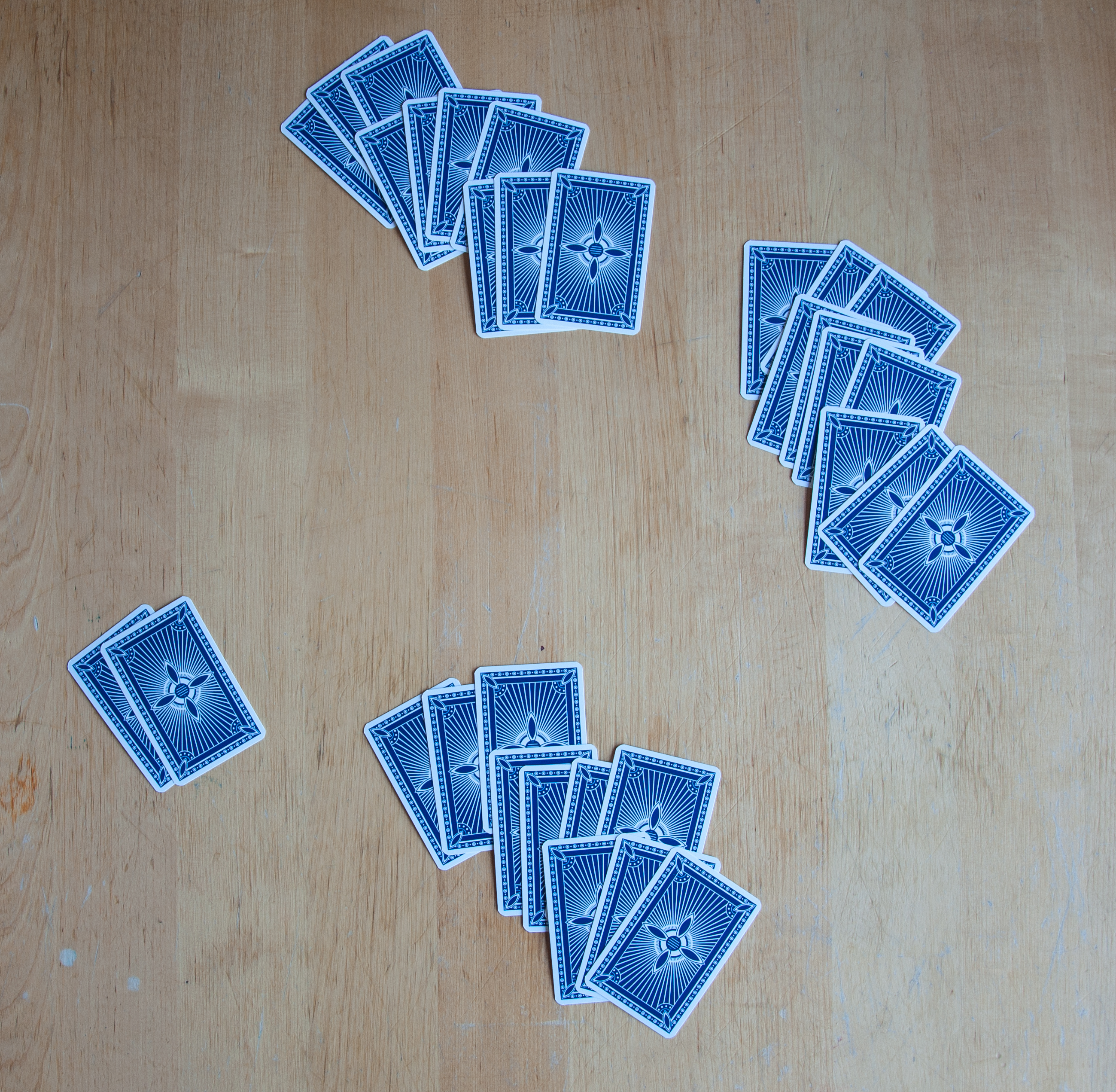
Спосіб роздачі карт у грі

Кожному роздається десять карт. Роздача відбувається в характерний спосіб – карти роздаються за годинниковою стрілкою в пакетах по 3, 4 і 3 карти. Десята та одинадцята карти розміщуються в центрі столу як титульний скат, який завжди належить солісту. Залежно від порядку отримання карт, гравці розташовуються відповідно попереду (Vorhand), посередині (Mittelhand) та позаду (Hinterhand). Якщо учасників троє, дилер (гравець, що роздає) знаходиться позаду.
Перед роздачею дилер повинен перетасувати колоду, а потім передати її гравцеві праворуч для зрізання щонайменше 4 карт.

### Торгівля
Торгівля (Reizen) полягає у виборі соліста, яким є її переможець. Першими, які у торгівлі беруть участ є гравці попереду та посереду, а гравець позаду вмикається лише тоді, коли один з ніх скаже Пас. Торгівля заснована на запитах про певну вартість гри, щоразу вище попередньої. Гравець посереду запитує, гравець попереду відповідає, а гравець позаду запитує того, хто залишився. 
Запити здійснюються в наступному порядку: 18, 20, 22, 23, 24, 27, 30, 33, 35, 36, 40, 44, 45, 46, 48, 50, 54, 55, 59, 60 і.т.д. Можна пропустити нижчі вартості і відразу перейти до бажаної.
Торгівлю перемагає той, хто не сказав Пас. Якщо Пас сказали по черзі гравець посереду та позаду, гравець попереду або вирішує грати, або також каже Пас закінчуючи гру таким чином. Перш ніж новообраний соліст вибере тип гри, вирішує, що робити зе скатем. Може він або грати просто (Guckispiel), тобто перевірити скат і відкласти будь-які дві карти як новий скат, або грати ганд (Hand, з руки), тобто оригінальний скат відкласти, не дивлячись у нього. Тільки після цього соліст може вибрати один з трьох видів гри - масть (Farbenspiel), ґран (Grand) або нуль (Null).

### Козирні ігри - Масть та Ґран

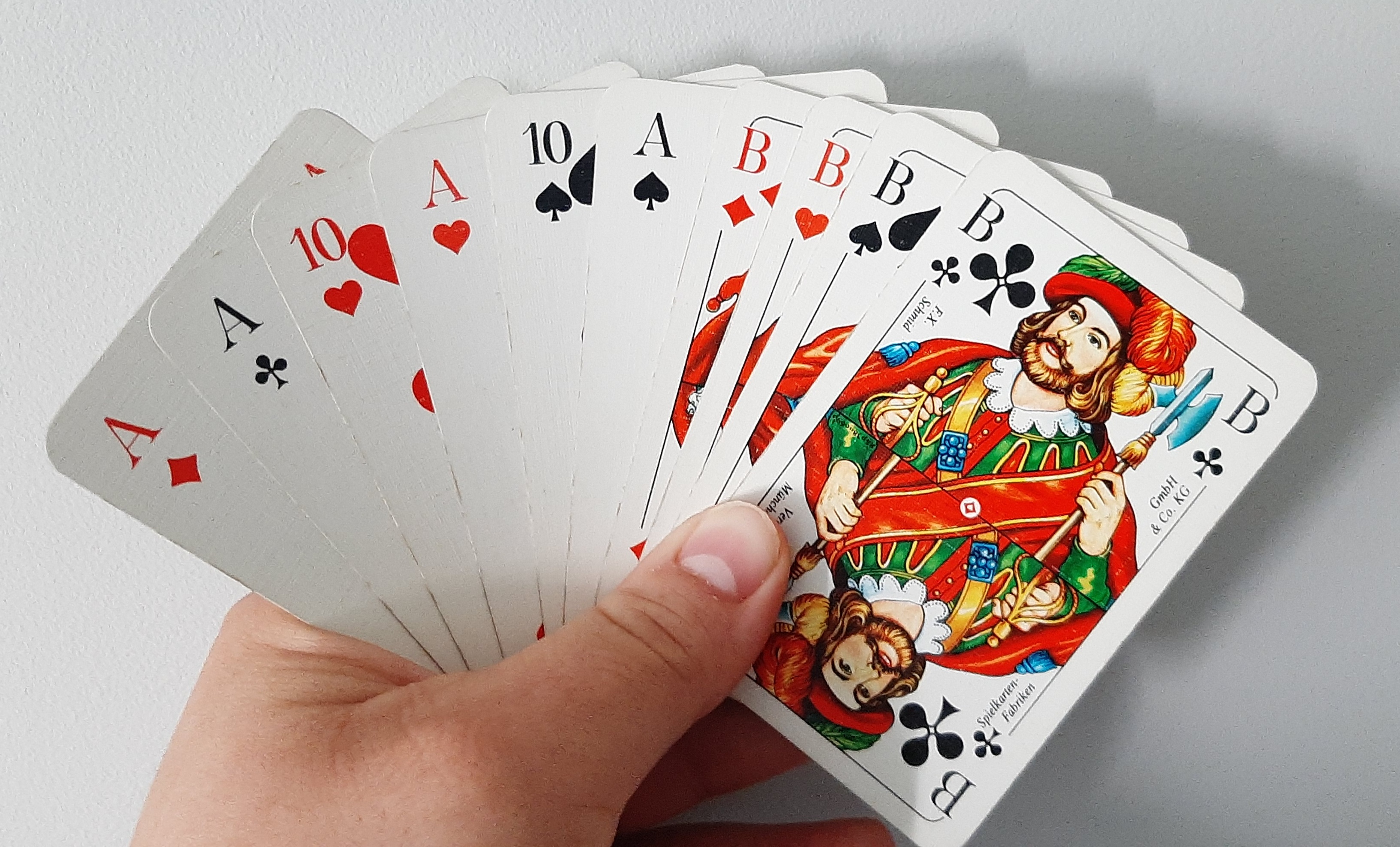
Ґран увер

В іграх мастних або гран мета соліста набрати більше половини очок, тобто принаймні 61 - інакше він програє. Якщо сторона яка програла набрала до 30 очок, потім програє вона шнайдер (Schneider, як кравці). Якщо програла не набравши жодної взятку, потім програє шнайдер шварц (Schneider Schwarz, або просто шварц). Шварц завжди тягне за собою шнайдера, але ніколи навпаки. Якщо соліст грає ганд, може оголосити (Ansagen), що переможе опонентів будь-яким із цих способів. Більше того, якщо він може оглосити шварц, може він також вибрати гру увер (Ouvert, відкрита), але потім повинен набрати кожну взятку. 
У цих двох типах ігор ієрархія карт для кожної масті така: туз, десятка, король, дама, дев'ятка, вісімка, сімка (Т, 10, К, Д, 9, 8, 7), а з іншого боку валети є в них постійними козирями, завжди в порядку: трефовий, піковий, чирвовий та бубновий (♣В, ♠В, ♥В, ♦В). У грі ґран валети є єдиними козирями, а у мастних іграх козирями є валети та карти масті, яку соліст обрав, де валети завжди найсилніші козирі. До очків та козирів соліста зараховуються також карти у ската. Базова вартість (Grundwert) гри ґран стала, а в мастних іграх залежить вона від обраної масті:
- Ґран - 24
- Трефи (♣) - 12
- Піки (♠) - 11
- Чирви (♥) - 10
- Бубни (♦) - 9

В іграх мастних або ґран результатом є добуток базової вартості даної гри на її рівень (Spielstufe), тобто на суму її специфічні риси. Рівень гри є завжди мінімум другий і складається з балу за соло, балів за верхи та балів за непостійні бонусні риси. 
Верхи або матадори (Spitzen) це послідовність козирів зверху вниз. Якщо у соліста найвищий козир (♣В), грає він "з верхами" та підраховує наступні козирі. Якщо він не має найвищого козиря, грає "без верхів" та підраховує недоліки наступних козирів. З 1 верхом соліст грає коли має найвищий козир, але немає другого в порядку (має ♣В, але не ♠В). З 2 верхами грає коли має два найвищі козири, але немає третього (має ♣В і ♠В, але не ♥В). Без 1 верха соліст грає коли у нього другий найвищий верх, але найвищого йому бракує (немає ♣В, є ♠В, тобто виникає ситуація протилежна з 1). Для кожного козиря в послідовності їх наявності або недоліків рівень гри підвищується на одиницю. Крім того до послідовності зараховуються також козирі всередині ската. У мастніх ігор 11 козирів, тобто можна грати навіть з 11 або без 11 (у тому числі козирі всередині ската), а у гри ґран можна грати максимум з 4 або без 4. Бали за верхи є єдиними постійними факторами козирної гри, за винятком бала за соло - тому найнижча вартість гри 18 (гра в бубни з або без 1, 9 × 2 = 18).
Бонусні бали нараховуються за такими правилами:
- за гру ганд - 1
- за шнайдера - 1
- за шварца - 2 (в тому числи бал за шнайдер)
- за оголошення шнайдера - 3 (в тому числи 2 бали за шнайдер та гру ганд)
- за шварц коли оглошено шнайдер - 4
- за оголошення шварца - 5 (в тому числи бал за шварца та 3 бали за оголошення шнайдера)
- за увер - 6 (в тому числи 5 балів за оголошення шварца)

Приклад: У соліста було чотири найвищі козирі, тобто всі валети. Вирішив він грати ганд в пікі та оголосив шнайдера, проте забів усі взятки. Соліст грав з чотирима, за соло отримав п'ятий бал, за ганд шостий, за шнайдера сьомий, за його оголошення восмий, а за шварца дев'ятий. Отже це була гра в пікі на дев'ятому рівні, таким чином її вартість є 99 балів (11 × 9 = 99).

### Нуль
У грі нуль мета соліста не набрати жодної взятку. Якщо він забиває навітъ одну, програє зразу. Ієрархія карт в кождої масті відрізняється від той у інших двох ігор: туз, король, дама, валет, десятка, дев'ятка, вісімка, сімка (Т, К, Д, В, 10, 9, 8, 7). Так що немає тут ні козирів, ні очок. 
Дозволена є гра нуль відкрута з руки, як і проста. Тому є чотири варіанти нуля: нуль (Null), нуль ганд (Null Hand), нуль відкрути (Null Ouvert), нуль ганд відкрути (Null Ouvert Hand), варті відповідно 23, 35, 46 та 59 балів.

### Збір взяток
Коли соліст відкладав скат та вибрав тип гри, розпочинається збір взяток. Першу взятку починає завжди гравець попереду, а кожен наступний той, хто забив попередній. Кожен гравець повинен дотримуватися, тобто зіграти некозирну карту масті провідної карти, а якщо вона козирна, він також повинен зіграти козир (масть до масті, козир до козиря). Якщо відповідна карта відсутня, можна зіграти будь-яку. Взятка із козирями належить тому, хто зіграв козир найвищий, а взятка без козирів тому, хто зіграв найвищу карту провідної масті. Соліст повинен показати скат іншим коли всі взятки зібрані.

### Рахунок
За перемогу соліст отримує стільки балів, скільки була вартість гри, в яку він насправді грав. За поразку соліст втрачає вдвічі це вартості.
Соліст програє, якщо він не досяг своєї мети або коли рівень гри був знижений. Останнє можливо лише тоді, коли соліст грав без верхів а в скаті був вищий козир. Щоб таких ситуацій уникнути, слід вибрати більш цінну гру або підвищити рівень гри, наприклад граючи ганд або перемігши опонентів шнайдер. Причому, якщо у торгівлі виграшна вартість більше ніж вартість гри обраної солістом, соліст повинен грати на хоча б один рівень вище. Приклад: Соліст хоче грати в трефи, але торгувався до 30. Оскільки мінімальна вартість гри в трефи є 24 (12 × 2), в трефи повинен он грати на принаймні третьому рівні (12 × 3 = 36).   
У спортового ската, окрім основної оцінки, використовується оцінка Зеґера-Фабіана (Seeger-Fabian-System). За перемогу соліст отримує додаткові 50 балів. За поразку соліст додатково 50 балів втрачає, а кожен його опонент отримує 40 балів (30 якщо гра ведеться з чотирма гравцями, тоді 30 балів набирає також роздаючий).

## Список та значення вартості
| Вартість | Значення              |
| -------- | --------------------- |
| 18       | ♦ × 2                 |
| 20       | ♥ × 2                 |
| 22       | ♠ × 2                 |
| 23       | нуль                  |
| 24       | ♣ × 2                 |
| 27       | ♦ × 3                 |
| 30       | ♥ × 3                 |
| 33       | ♠ × 3                 |
| 35       | нуль ганд             |
| 36       | ♦ × 4; ♣ × 3          |
| 40       | ♥ × 4                 |
| 44       | ♠ × 4                 |
| 45       | ♦ × 5                 |
| 46       | нуль увер             |
| 48       | ♣ × 4; Ґ × 2          |
| 50       | ♥ × 5                 |
| 54       | ♦ × 6                 |
| 55       | ♠ × 5                 |
| 59       | нуль увер ганд        |
| 60       | ♥ × 6; ♣ × 5          |
| 63       | ♦ × 7                 |
| 66       | ♠ × 6                 |
| 70       | ♥ × 7                 |
| 72       | ♦ × 8; ♣ × 6; Ґ × 3   |
| 77       | ♠ × 7                 |
| 80       | ♥ × 8                 |
| 81       | ♦ × 9                 |
| 84       | ♣ × 7                 |
| 88       | ♠ × 8                 |
| 90       | ♦ × 10, ♥ × 9         |
| 96       | ♣ × 8; Ґ × 4          |
| 99       | ♦ × 11; ♠ × 9         |
| 100      | ♥ × 10                |
| 108      | ♦ × 12; ♣ × 9         |
| 110      | ♥ × 11; ♠ × 10        |
| 117      | ♦ × 13                |
| 120      | ♥ × 12; ♣ × 10; Ґ × 5 |
| 121      | ♠ × 11                |
| 126      | ♦ × 14                |
| 130      | ♥ × 13                |
| 132      | ♠ × 12; ♣ × 11        |
| 135      | ♦ × 15                |
| 140      | ♥ × 14                |
| 143      | ♠ × 13                |
| 144      | ♦ × 16; ♣ × 12; Ґ × 6 |
| 150      | ♥ × 15                |
| 153      | ♦ × 17                |
| 154      | ♠ × 14                |
| 156      | ♣ × 13                |
| 160      | ♥ × 16                |
| 162      | ♦ × 18                |
| 165      | ♠ × 15                |
| 168      | ♣ × 14; Ґ × 7         |
| 170      | ♥ × 17                |
| 176      | ♠ × 16                |
| 180      | ♥ × 18; ♣ × 15        |
| 187      | ♠ × 17                |
| 192      | ♣ × 16; Ґ × 8         |
| 198      | ♠ × 18                |
| 204      | ♣ × 17                |
| 216      | ♣ × 18; Ґ × 9         |
| 240      | Ґ × 10                |
| 264      | Ґ × 11                |